# Фолькетинг
Фолькетинг або Фолькетинґ (дан. Folketinget, досл. «народний тінґ, народні збори») — однопалатний парламент Королівства Данії — власне Данії разом з Фарерськими островами та Ґренладією. Складається зі 179 депутатів, що обираються на 4 роки.
Заснований у 1849, до 1953 Фолькетинґ був нижьою палатою двокамерного парламенту, який називався Риґсдаґ; верхною палатою був Ландстінґет. Парламент засідає у Крістіансборзі, на острові Слотсгольмен у центрі Копенгагена..

## Виборча система
135 депутатів Фолькетингу обираються за пропорційною системою загальним голосуванням в 23 виборчих округах, для чого використовується метод д'Ондта. 40 місць в парламенті розподіляються між кандидатами, які не отримали достатньої кількості голосів в округах, для чого використовується метод Сент-Лагю. По 2 члена парламенту обираються від Фарерських островів і від Гренландії. Виборцями є постійно проживаючі в Данії чоловіки і жінки у віці від 18 років.